# DHL Aero Expreso
DHL Aero Expreso S.A. es una aerolínea de carga con base en Ciudad de Panamá, Panamá. DHL Aero Expreso es propiedad de Deutsche Post y opera el grupo de la marca de paquetería y servicio de entrega rápida DHL en América Central y Sudamérica. Su principal base de operaciones se concentra en el Aeropuerto Internacional de Tocumen.

## Historia
DHL Aero Expreso S.A.  fue fundada en febrero de 1996 y comenzó operaciones en agosto de 1996. Inició su operación con vuelos chárter, pero el 7 de noviembre de 1996 le agregó vuelos regulares. Su propietarios son Félix Picardi (51%) y DHL (49%).

## Destinos
| Países                      | Destinos            | Aeropuertos                                           |
| Norteamérica                | Norteamérica        | Norteamérica                                          |
| --------------------------- | ------------------- | ----------------------------------------------------- |
| Estados Unidos              | Miami               | Aeropuerto Internacional de Miami                     |
| México                      | Ciudad de México    | Aeropuerto Internacional Felipe Ángeles               |
| América Central y El Caribe |                     |                                                       |
| Aruba                       | Oranjestad          | Aeropuerto Internacional Reina Beatrix                |
| Barbados                    | Bridgetown          | Aeropuerto Internacional Grantley Adams               |
| Curazao                     | Willemstad          | Aeropuerto Internacional Hato                         |
| Puerto Rico                 | San Juan            | Aeropuerto Internacional Luis Muñoz Marín             |
| Panamá                      | Ciudad de Panamá    | Aeropuerto Internacional de Tocumen (HUB)             |
| Trinidad y Tobago           | Puerto España       | Aeropuerto Internacional de Piarco                    |
| Costa Rica                  | San José            | Aeropuerto Internacional Juan Santamaría              |
| El Salvador                 | San Salvador        | Aeropuerto Internacional de El Salvador               |
| Guatemala                   | Ciudad de Guatemala | Aeropuerto Internacional La Aurora                    |
| Sudamérica                  |                     |                                                       |
| Argentina                   | Buenos Aires        | Aeropuerto Internacional Ministro Pistarini           |
| Chile                       | Santiago de Chile   | Aeropuerto Internacional Arturo Merino Benítez        |
| Colombia                    | Bogotá              | Aeropuerto Internacional El Dorado                    |
| Ecuador                     | Quito               | Aeropuerto Internacional Mariscal Sucre               |
| Ecuador                     | Guayaquil           | Aeropuerto Internacional José Joaquín de Olmedo       |
| Perú                        | Lima                | Aeropuerto Internacional Jorge Chávez                 |
| Venezuela                   | Caracas             | Aeropuerto Internacional de Maiquetía - Simón Bolívar |

## Flota
La flota de DHL Aero Expreso está compuesta de los siguientes aviones:
| Aeronaves       | En servicio | Pedidos | Matrículas                                       | Antigüedad                                       |
| --------------- | ----------- | ------- | ------------------------------------------------ | ------------------------------------------------ |
| Boeing 757-200F | 4           | —       | HP-2310DAE «Ciudad de Guatemala»                 | 26,7 años                                        |
| Boeing 757-200F | 4           | —       | HP-1910DAE «Ciudad de Colón»                     | 26,5 años                                        |
| Boeing 757-200F | 4           | —       | HP-2210DAE                                       | 26,5 años                                        |
| Boeing 757-200F | 4           | —       | HP-1810DAE «Ciudad de Panamá»                    | 25,3 años                                        |
| Boeing 767-300F | 6           | —       | HP-3310DAE                                       | 28,2 años                                        |
| Boeing 767-300F | 6           | —       | HP-3510DAE                                       | 12,8 años                                        |
| Boeing 767-300F | 6           | —       | HP-3910DAE                                       | 12,5 años                                        |
| Boeing 767-300F | 6           | —       | HP-3810DAE                                       | 12,3 años                                        |
| Boeing 767-300F | 6           | —       | HP-3710DAE                                       | 12,1 años                                        |
| Boeing 767-300F | 6           | —       | HP-3610DAE                                       | 11,9 años                                        |
| Total           | 10          | —       | Edad media de la flota (mayo de 2025): 19,5 años | Edad media de la flota (mayo de 2025): 19,5 años |

## Flota histórica
| Aeronaves       | Total | Introducido | Retirado | Matrículas                                      |
| --------------- | ----- | ----------- | -------- | ----------------------------------------------- |
| Boeing 727-200F | 4     | 1996        | 2011     | HP-1310DAE, HP-1510DAE, HP-1610DAE y HP-1710DAE |
| Boeing 737-400F | 2     | 2018        | 2013     | HP-3210DAE y HP-3110DAE                         |